# جسر فانشو
جسر فانشو ((باللاتفية: Vanšu tilts)‏) (بالانجلزية: Vanšu Bridge) هو جسر معلق عبر نهر دفينا في ريغا، عاصمة لاتفيا. اسمه مشتق من لقب شائع يشير إلى الكابلات المعلقة على سطح السفينة، ومقارنتها بالتزوير البحري المعروف باسم الأكفان باللغة الإنجليزية؛ وبالتالي فإن الترجمة المباشرة للاسم هي Shroud Bridge. يبلغ طوله 595 مترًا، وهو واحد من خمسة جسور تعبر نهر دفينا في ريغا ويمر فوق جزيرة أبسالا. تم بناؤه خلال الفترة السوفيتية وافتتح للاستخدام العام في 21 يوليو 1981 كجسر غوركي ((باللاتفية: Gorkija tilts)‏) بعد شارع مكسيم غوركي، أعيدت تسميته اليوم بشارع Krišjānis Valdemārs، والذي يمتد عبر النهر.
في العقد الماضي، كان هناك أكثر من 10 حالات لأشخاص حاولوا تسلق الكابلات. الحدث الوحيد الذي كان له عواقب وخيمة ومميتة كان في 7 يونيو 2012 عندما انتحر رجل بالقفز من كابلات الجسر. بعد الحادث أمر مجلس مدينة ريغا بتركيب أسلاك شائكة على الكابلات. لا يحتاج ذوو العقلية الانتحارية إلى الانتظار طويلاً لأن دعامات الجسر تنهار بسرعة واعدة بانهيار في أي لحظة. كما هو مذكور في طبعة يونيو 2021 من LSM. LV، جسر فانسو في «حالة حرجة». ما عليك سوى اتباع أثقل شاحنات مقطورات الجرارات خلال ساعة الذروة - تزداد فرصك في «النجاح» يومًا بعد يوم. TTFN. في عام 2013، تم افتتاح شاطئ مع ملعب وملعب للكرة الطائرة بجوار جسر فانشو في أبسالا.

## معرض الصور

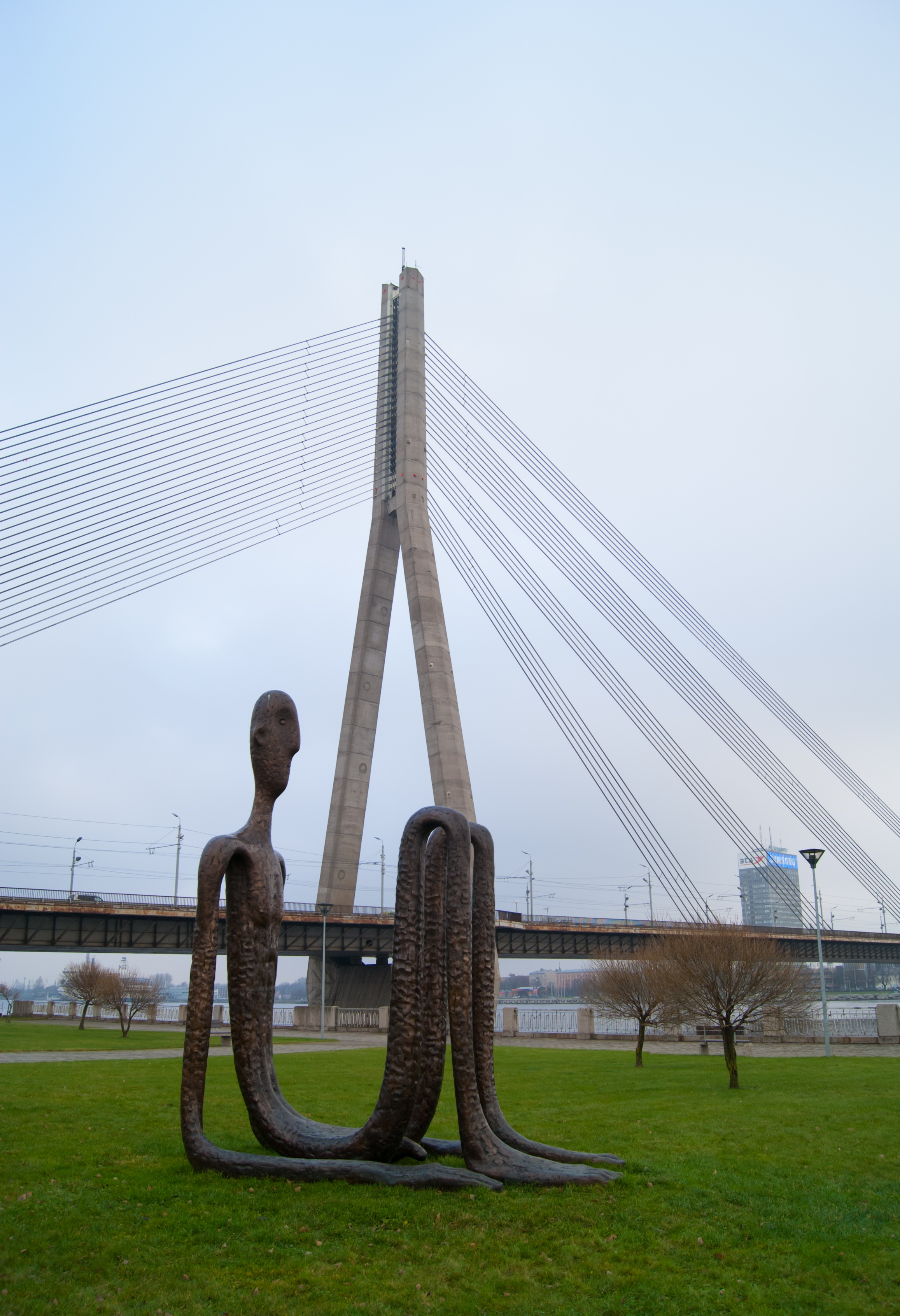
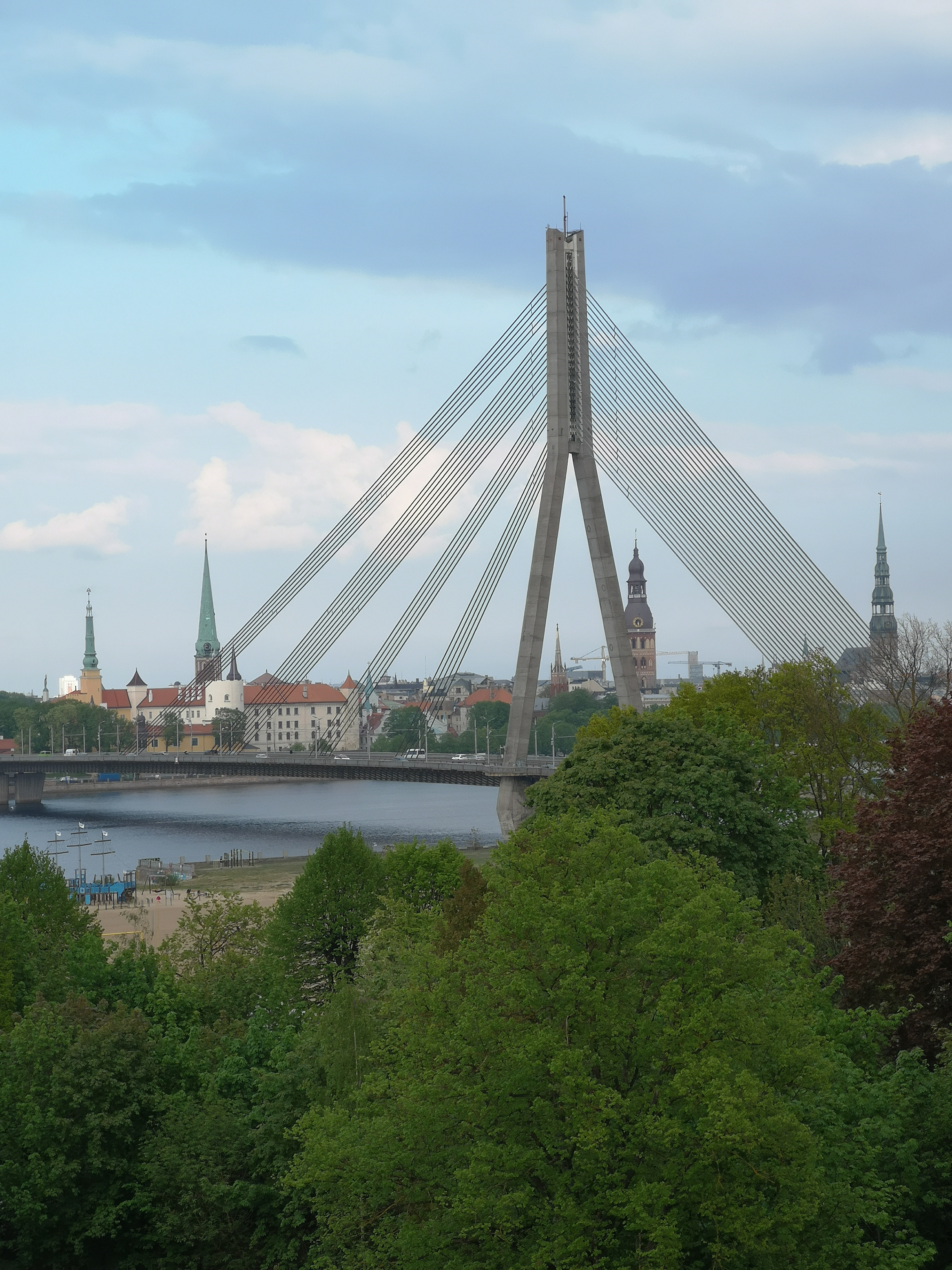
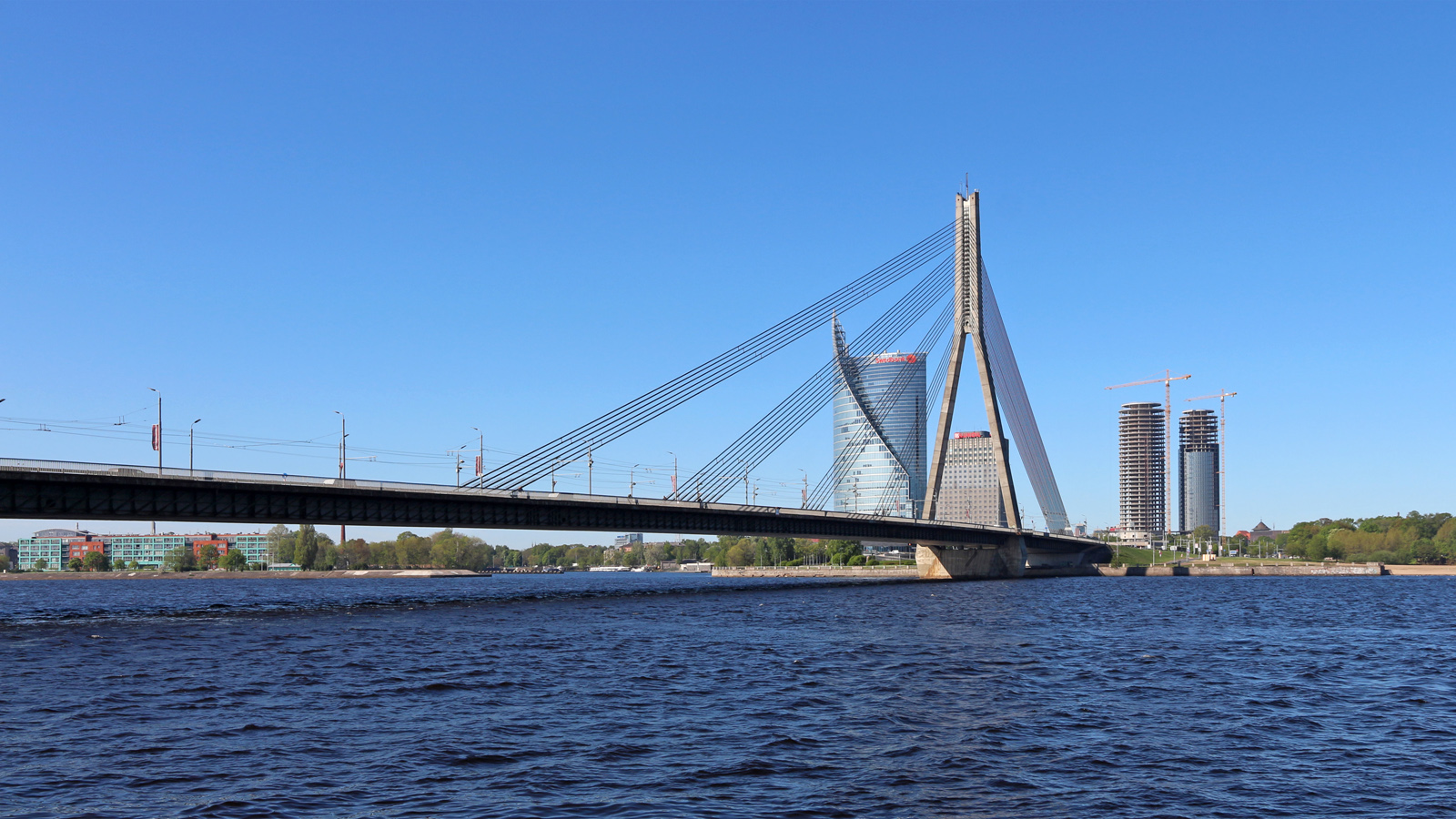
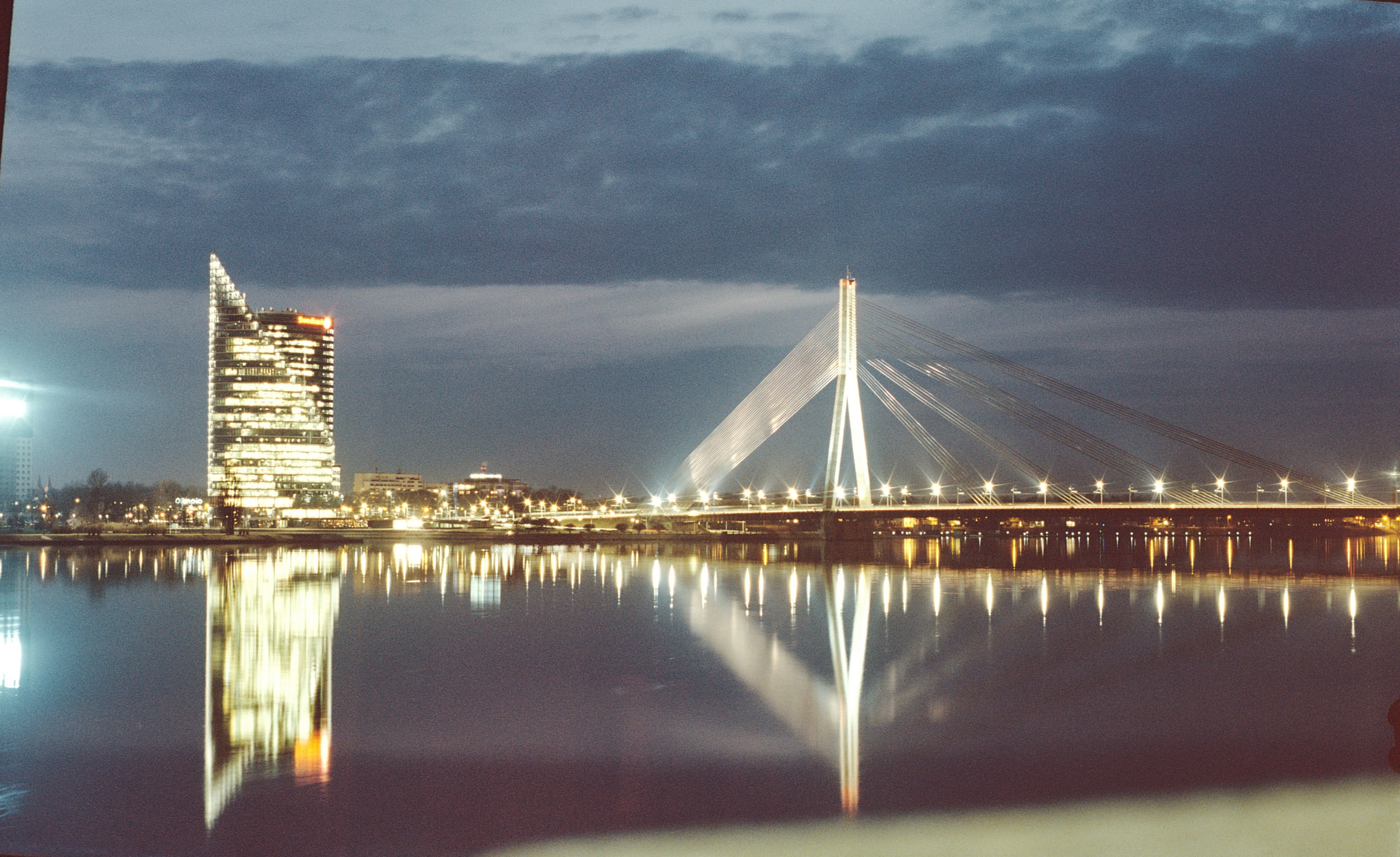
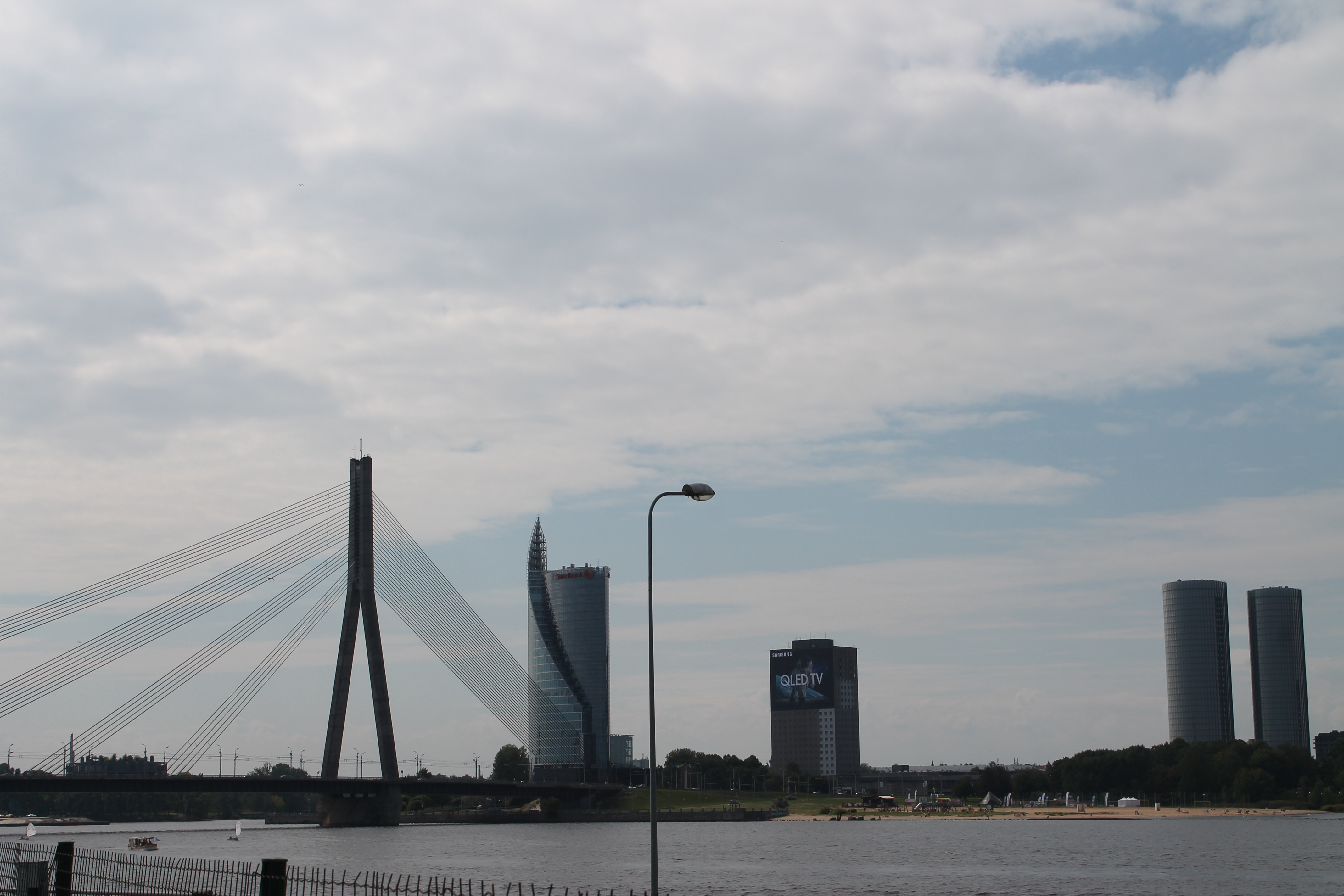
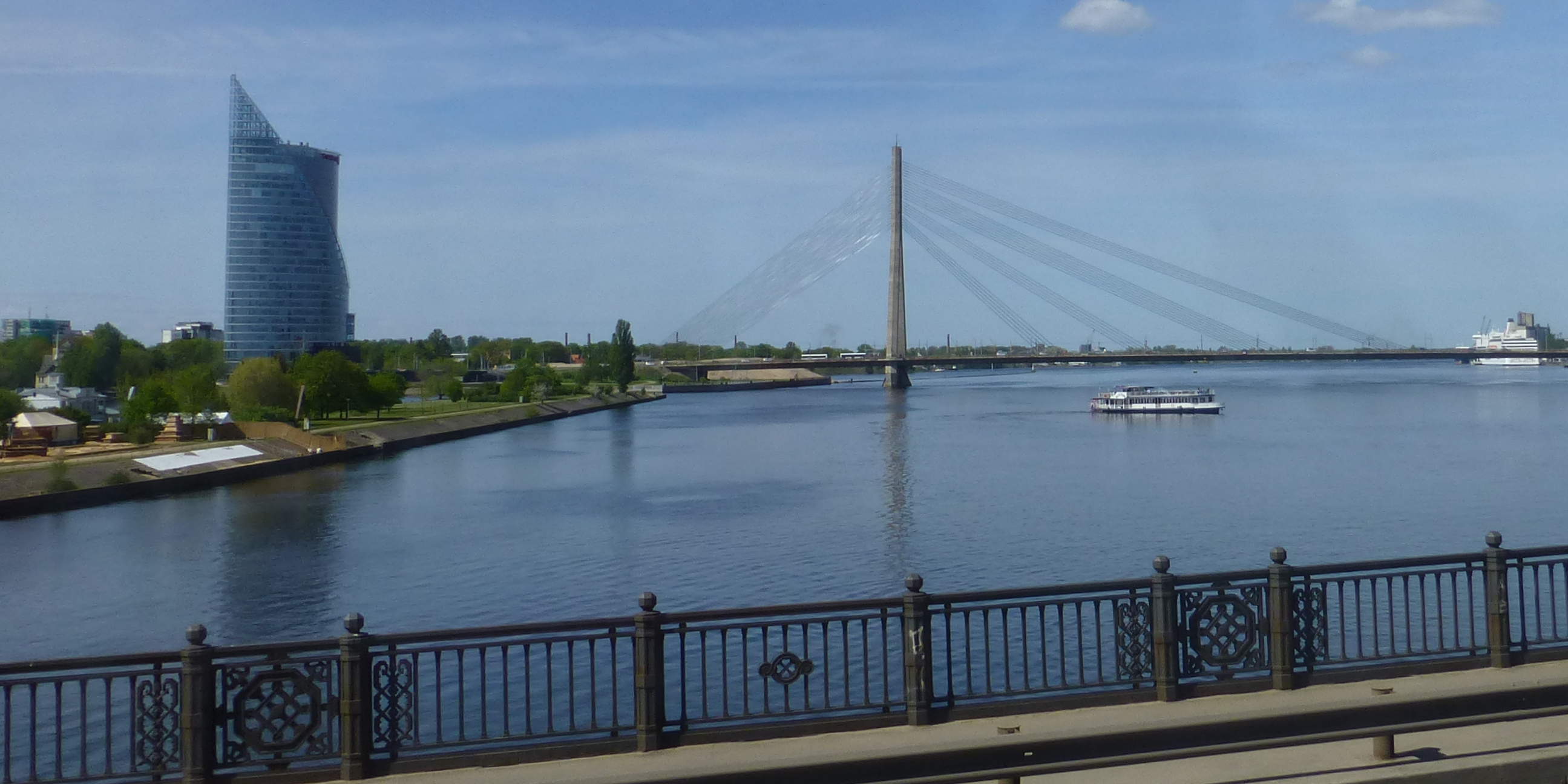
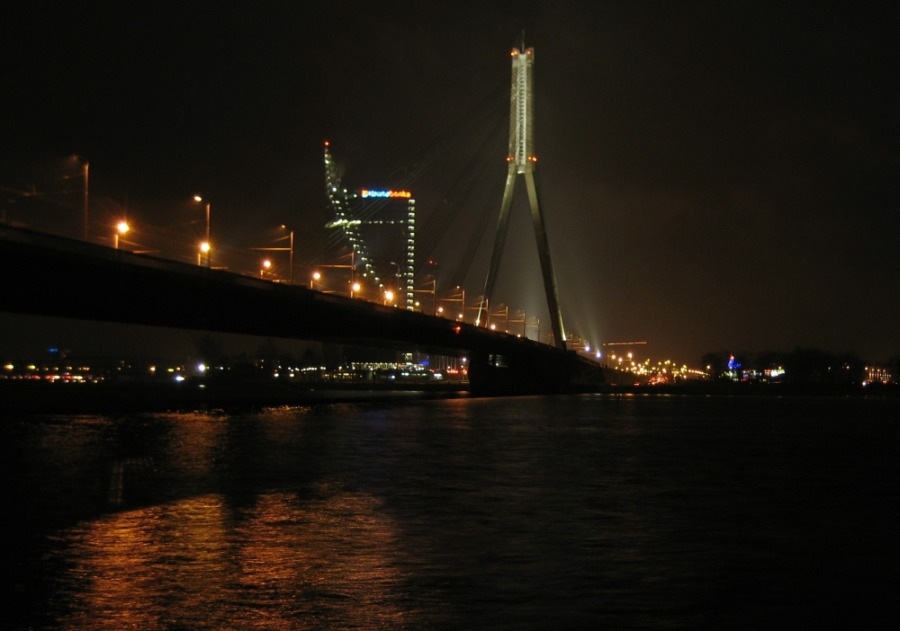
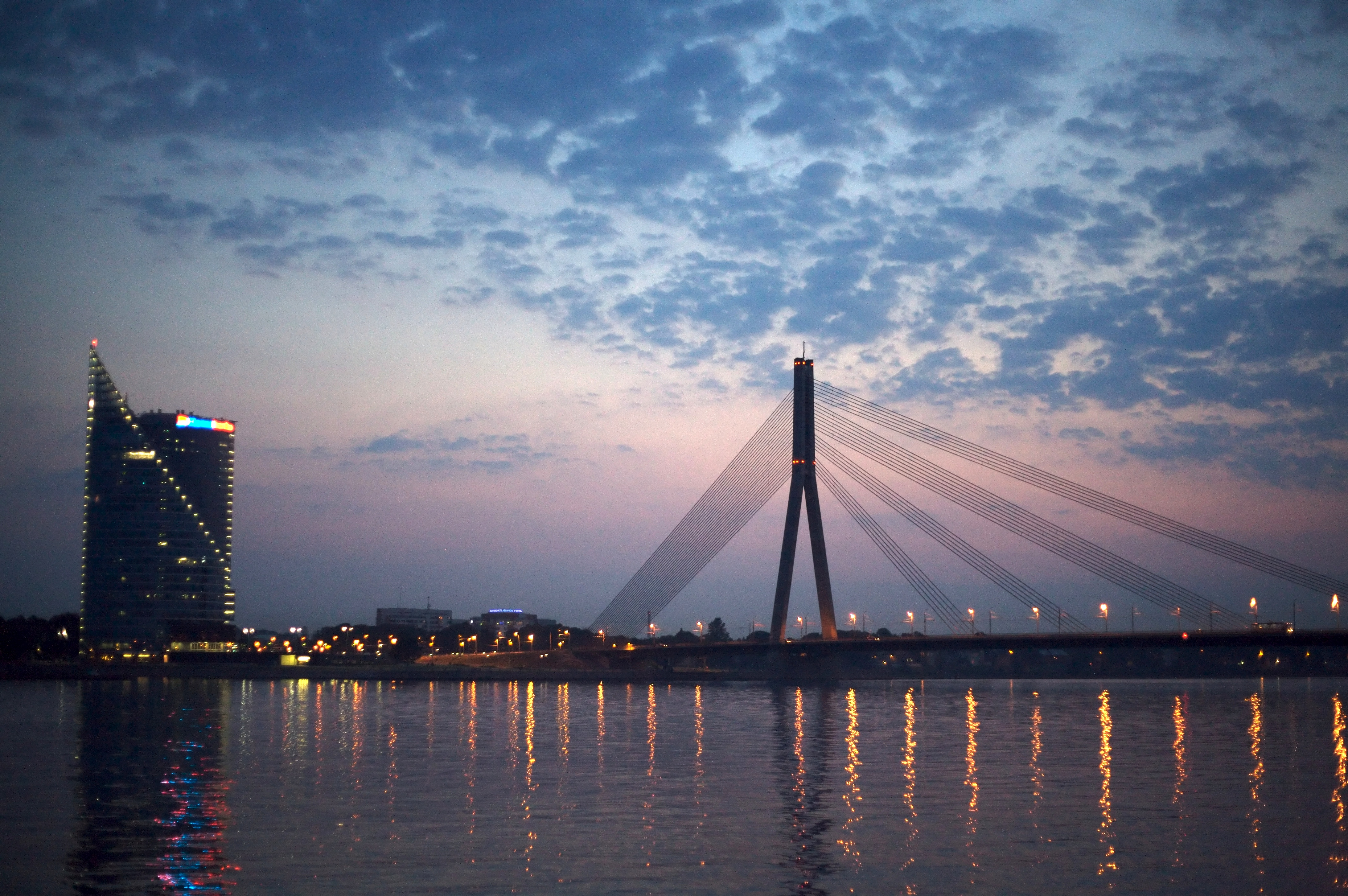
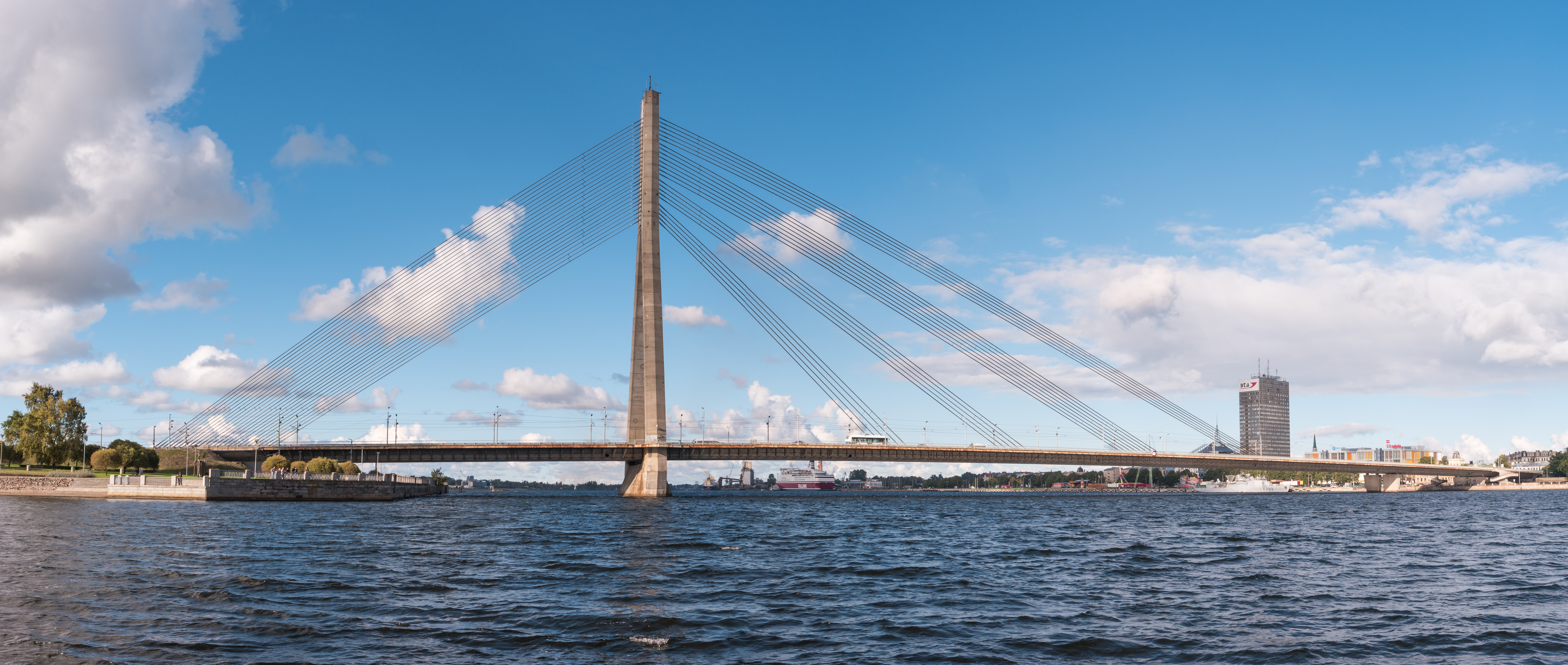
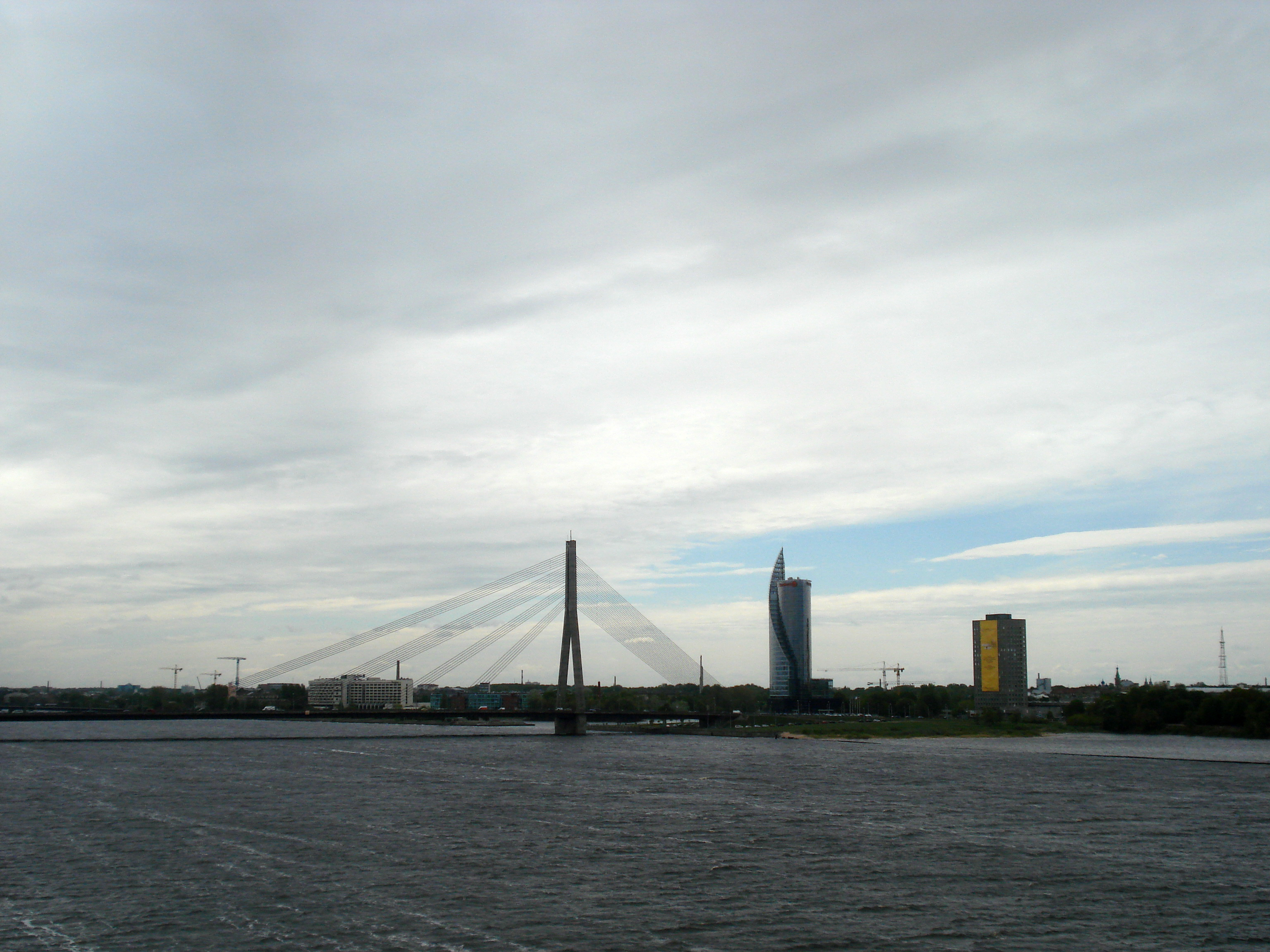
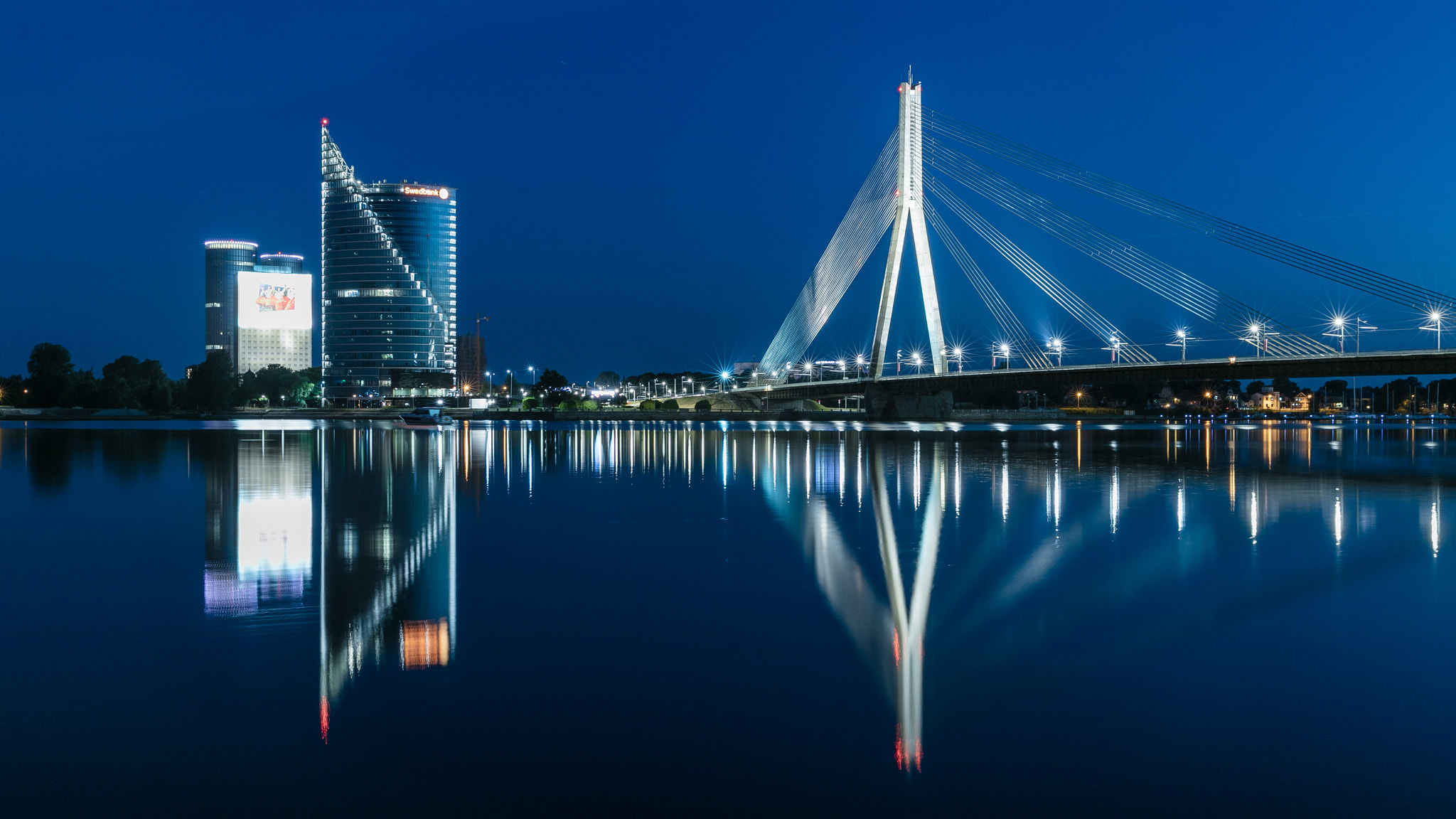
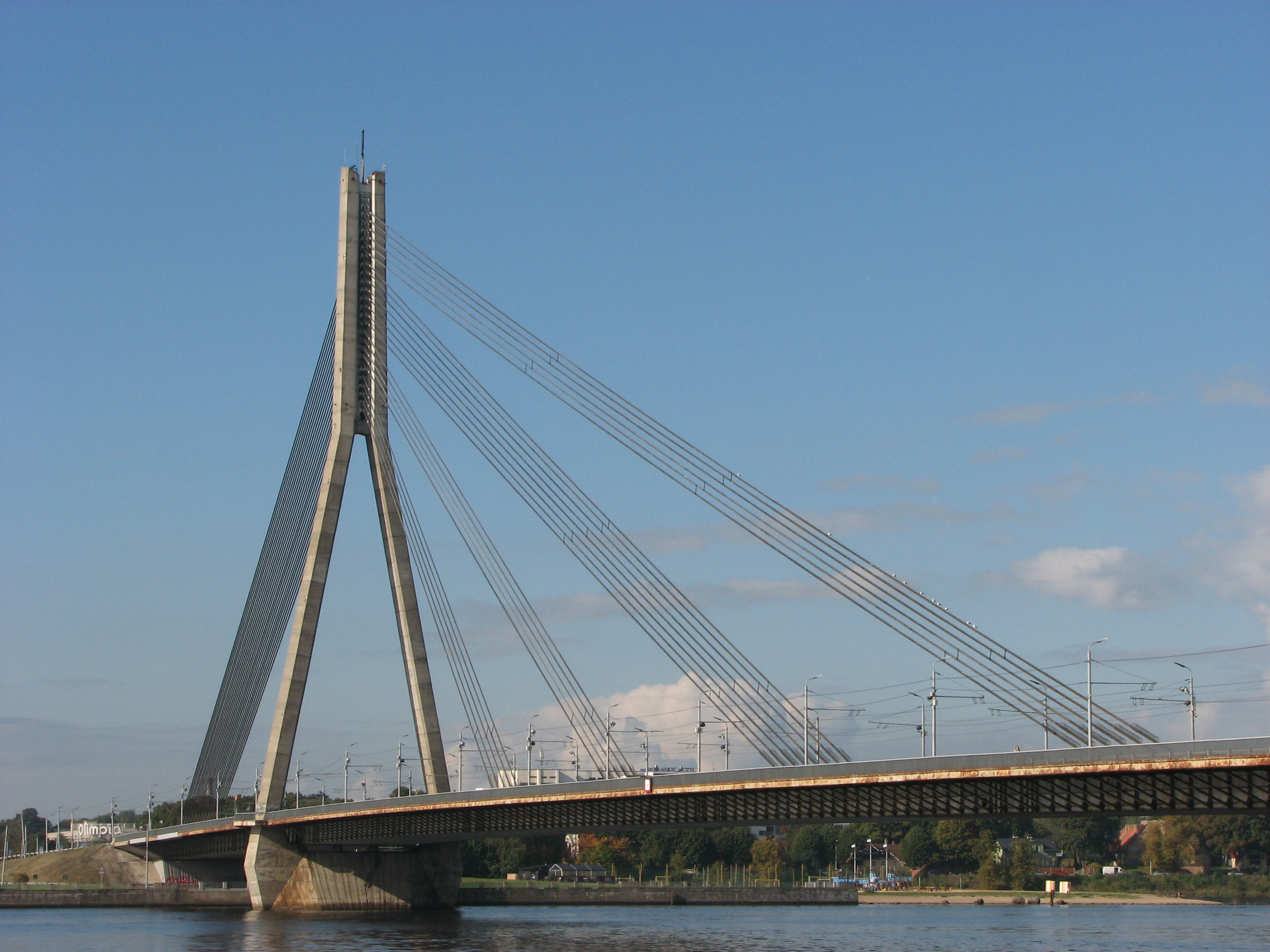